# Googie Withers
Georgette Lizette „Googie” Withers (ur. 12 marca 1917 w Karaczi, zm. 15 lipca 2011 w Sydney) – brytyjska aktorka filmowa, teatralna i telewizyjna.
Znana była przede wszystkim z roli w filmie Starsza pani znika. Jej ostatnią rolą był występ w filmie Blask. Łącznie w latach 1935–1996 wystąpiła w ponad 50 filmach.
W 1980 roku otrzymała z Order of Australia za zasługi dla australijskiego teatru, a w 2002 Order Imperium Brytyjskiego.